# Caminiaga
Caminiaga es una localidad situada en el departamento Sobremonte, provincia de Córdoba, Argentina.
Se encuentra situada en el norte cordobés, a 175 km de la Ciudad de Córdoba, sobre la ruta provincial 21, a unos 30 km de la RN 9.
Es una típica localidad del interior del país que surgió a la vera del Camino real que unía el Virreinato del Río de la Plata con el Alto Perú. Su organización urbanística tiene la típica formación de trazado en damero, cuyo centro es la plaza principal.
Su principal actividad económica es la agricultura seguida por la ganadería. El turismo también tiene cierta relevancia.
Su principal característica es la de ser un pueblo en el que aún se conservan las tradiciones populares del interior profundo argentino a través de sus fiestas populares, comidas típicas, gusto por el folclore musical y costumbrista.

## Geografía

### Población
Cuenta con 336 habitantes (Indec, 2022), lo que representa un incremento del 15% frente a los 282 habitantes (Indec, 2010) del censo anterior.
| Gráfica de evolución demográfica de Caminiaga entre 1991 y 2022 |
|                                                                 |
| Fuente: Censos nacionales del INDEC                             |